# Santana de Parnaíba
Santana de Parnaíba ist eine Stadt im brasilianischen Bundesstaat São Paulo. 2022 lebten in Santana de Parnaíba nach offizieller Schätzung 154.105 Menschen auf 184 km².

## Geographie

### Distrikte
Die Gemeinde ist nicht in Distrikte unterteilt, es gibt nur den Hauptdistrikte.

## Geschichte
Die Gemeinde wurde 1625 durch Landesgesetz gegründet.

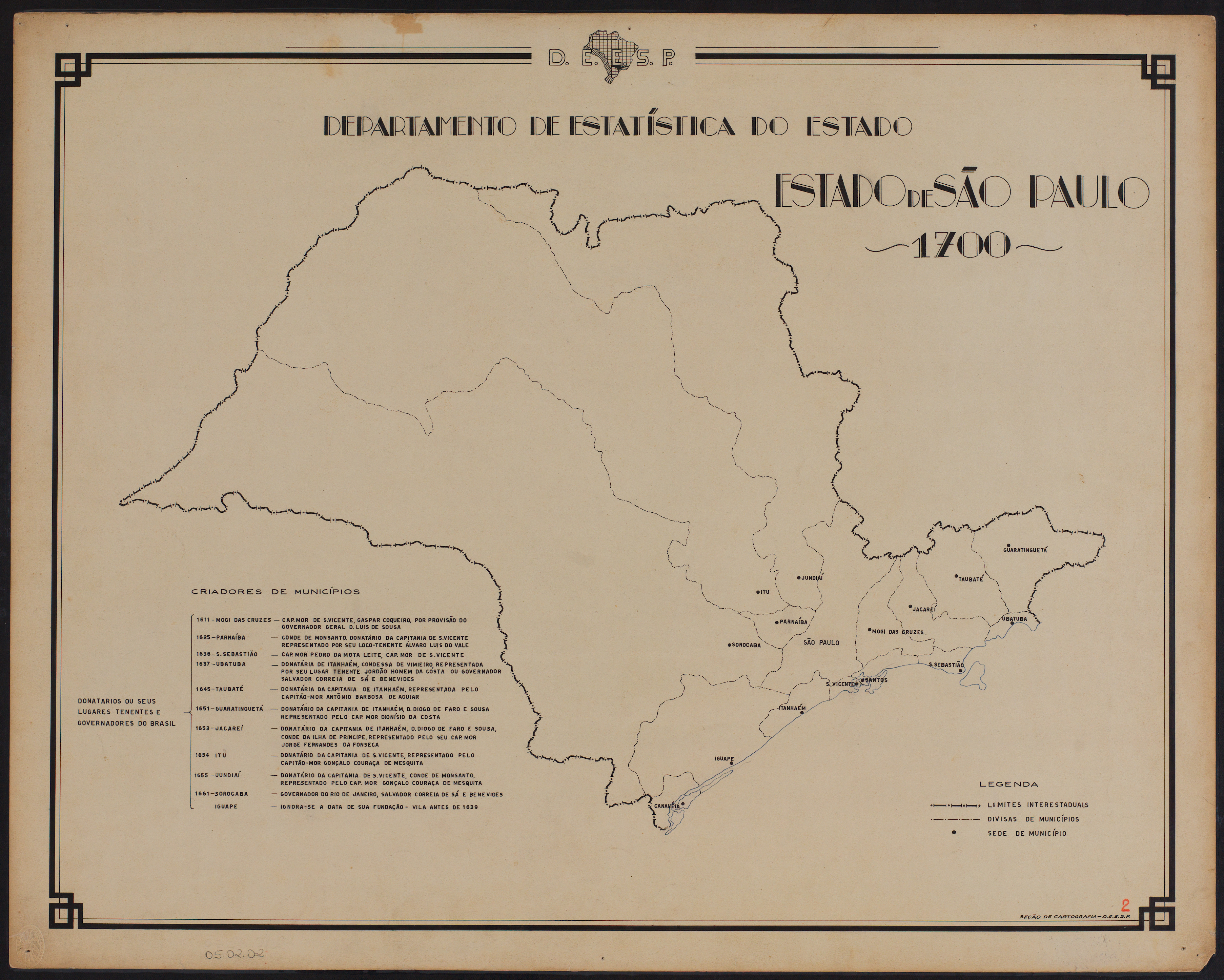
Karte des Bundesstaates São Paulo (1700).

## Bevölkerung
| Bevölkerungsentwicklung | Bevölkerungsentwicklung |
| Jahr                    | Bevölkerung             |
| ----------------------- | ----------------------- |
| 1920                    | 7.981                   |
| 1940                    | 11.968                  |
| 1950                    | 10.411                  |
| 1960                    | 5.244                   |
| 1970                    | 5.390                   |
| 1980                    | 10.098                  |
| 1991                    | 37.762                  |
| 2000                    | 74.828                  |
| 2010                    | 108.813                 |
| 2022                    | 154.105                 |
| [ 4 ] [ 5 ] [ 6 ]       |                         |

## Religion
Das Christentum ist in der Stadt wie folgt vertreten:

### Römisch-katholische Kirche
Die römisch-katholische Gemeinde ist Teil des Bistums Jundiaí.

### Protestantische Kirche
In der Stadt gibt es die unterschiedlichsten evangelischen Glaubensrichtungen, hauptsächlich Pfingstler, darunter die brasilianischen Assemblies of God, die Christliche Kongregationalistische Kirche in Brasilien, und andere.